# テア・ミンイエン・ビョルセット
- テア・ミンイエン・ビョルセット
- テア・ミニャン・ビョールセト
- テア・ミニアン・ビョルセット

テア・ミンイエン・ビョルセット（ノルウェー語: Thea Minyan Bjørseth、2003年10月30日 - ）は、中国出身でノルウェー代表のノルディック複合、スキージャンプ選手である。

## 来歴
1歳の時に中国から養子に出され、ベルゲンのノルウェー人家庭に引き取られる。当初はコンバインド選手であったが、2020年以降は純ジャンプに専念した。2021年ノルディックスキー世界選手権オーベルストドルフ大会で銅メダルを獲得している。
2025年2月15日リュブノ・オブ・サヴィニで開催されたワールドカップ第16戦で転倒、膝と肘の靭帯を断裂する大怪我を負い、シーズンの残り試合と世界選手権を棄権する事となった。

## 脚註
1. ↑  Adresseavisen AS (2021年11月24日). “Thea (18) vil tilbake til Kina for å hoppe i OL - 17 år etter at hun var der sist”. 2024年10月6日閲覧。
2. ↑  “Hoppjentene tok VM-medalje”.   tv2.no (2021年2月26日). 2024年10月6日閲覧。
3. ↑  “Ski jumping: the Norwegians fill the in firmary”.   Nordic　Magazine (2025年2月21日). 2025年3月2日閲覧。